# Nuestra Señora de la Asunción (Fuendetodos)

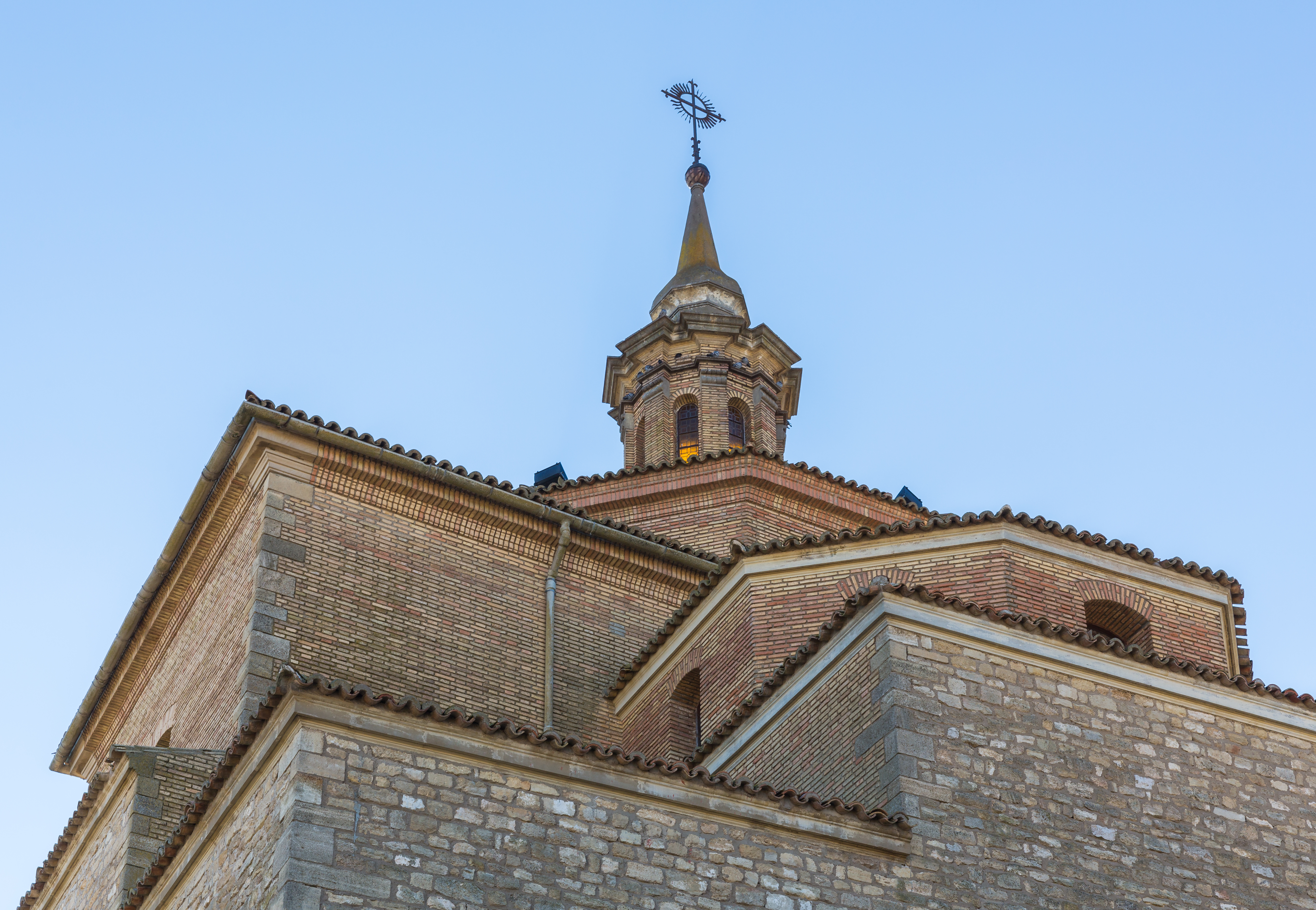
Nuestra Señora de la Asunción (Fuendetodos)

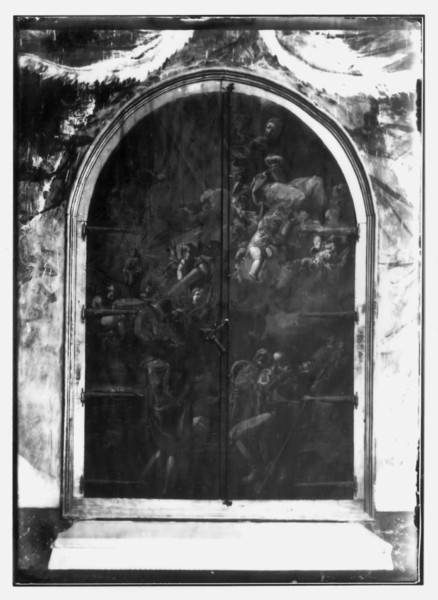
Aparición de la Virgen del Pilar a Santiago (Goya)

Die Kirche Nuestra Señora de la Asunción (Unsere Liebe Frau Mariä Himmelfahrt) ist eine Pfarrkirche in Fuendetodos in Aragonien. Sie hat die Adresse  Pl. Reliquias, 50142 Fuendetodos, Saragossa (Zaragoza), Spanien. In der Kirche ist das Taufbecken erhalten, in dem der spanische Maler Francisco de Goya (1746–1828) am 31. März 1746, dem Tag nach seiner Geburt, getauft wurde. 
Die römisch-katholische Kirche wurde im aragonesischen Mudéjar-Stil erbaut und im 17. Jahrhundert in den Barockstil umgewandelt. Das Gebäude wurde 1936 während des Bürgerkriegs schwer beschädigt und die einzigen bildlichen Zeugnisse, die Goya in seiner Heimatstadt hinterließ, wurden ebenfalls zerstört. Zu diesen zählten die Gemälde an der Kirchenwand und im Reliquienschrein, auf denen er unter anderem die Erscheinung der Jungfrau auf dem Pfeiler in Saragossa, die Jungfrau auf dem Karmel und den Heiligen Franz von Paola darstellte.
Goyas Arbeiten dort nehmen im Werkkatalog von Gassier/Wilson die ersten Nummern ein und werden darin auf „um 1762“ datiert.